# جيم كلارك (مونتير)
جيم كلارك (بالإنجليزية: Jim Clark)‏ (و. 1931 – 2016 م) هو مونتير، ومخرج أفلام بريطاني، ولد في بوسطن، توفي في لندن، عن عمر يناهز 85 عاماً.

## التعليم
تعلم في Oundle School ‏
.

## جوائز وترشيحات
حصل على جوائز منها:
- جائزة الأوسكار لأفضل مونتاج، عن عمل: حقول القتل (1985)
- جائزة إنجاز العمر لمحرري السينما [الإنجليزية]‏

ترشح لـ:
- جائزة الأوسكار لأفضل مونتاج، عن عمل: حقول القتل
- جائزة الأوسكار لأفضل مونتاج، عن عمل: المهمة.

## وصلات خارجية
- جيم كلارك على موقع IMDb (الإنجليزية)
- جيم كلارك على موقع ألو سيني (الفرنسية)
- جيم كلارك على موقع تيرنر كلاسيك موفيز (الإنجليزية)
- جيم كلارك على موقع أول موفي (الإنجليزية)
- جيم كلارك على موقع قاعدة بيانات الأفلام السويدية (السويدية)
- جيم كلارك على موقع قاعدة بيانات الفيلم (الإنجليزية)
- جيم كلارك على موقع كينوبويسك (الروسية)